# Troya (película)
Troya (en inglés, Troy) es una película estadounidense-británica de cine épico de 2004, dirigida por Wolfgang Petersen y protagonizada por Brad Pitt, Sean Bean, Diane Kruger, Eric Bana y Orlando Bloom. Está basada en el poema épico griego La Ilíada, de Homero, pero incluye además material de su continuación, La Odisea, también de Homero, y de La Eneida, de Virgilio, además de otras fuentes. Así mismo, la película incorpora en su historia completas divergencias del mito presentado en las obras griegas, quitándole varios de los elementos fundamentales de su trama.
La película narra una historia protagonizada por Odiseo, Héctor, Paris y Aquiles donde se enfrentan los griegos contra los troyanos y se muestran los valores culturales de la Grecia aristocrática y guerrera, incluyéndose la aparición del caballo de Troya.

## Argumento
La historia es narrada por Odiseo, rey de Ítaca, una de las tierras leales a la jerarquía que se forma en toda Grecia. Agamenón, el rey absoluto de la jerarquía de Grecia, intenta conquistar todas las tierras para poder dominar, y en muchas ocasiones quiere contar con la ayuda de Aquiles, el mejor guerrero de Grecia. Sin embargo, siempre se surgen contratiempos de parte de Aquiles, tal como en una ocasión en que es llamado a pelear contra el mejor guerrero del último reino en el que Agamenón intenta conquistar. A pesar de todo, Aquiles acude al combate y logra ganar, aunque deja claro que no peleó por la lealtad a Agamenón, a quien odia por ser un arrogante y tirano hambriento de territorio, sino simplemente para salvar a miles de personas inocentes.
Paralelamente, en Esparta se celebra una fiesta en el palacio de Menelao, hermano menor de Agamenón, donde se encuentran como invitados el príncipe Héctor de Troya y su hermano menor Paris para consolidar la paz entre espartanos y troyanos. Todo parece ir bien entre los representantes de ambos reinos, pero Héctor se percata de que Paris mantiene relaciones sexuales con Helena, esposa de Menelao, a quien convence para irse con él a Troya. A la mañana siguiente los dos príncipes parten al alba y tras una emotiva conversa Paris revela a Héctor que ha metido a Helena de manera furtiva en el barco, lo que enfada a Héctor ya que sabe que los espartanos irán tras ella y que esto provocará una guerra entre Grecia y Troya.
Menelao descubre que Helena ha huido con los troyanos y enfurecido, se reúne con su hermano Agamenón, al que pide ayuda para conquistar Troya y llevarse a Helena. Agamenón acepta encantado por el deseo que tiene de hacerse con el control absoluto del Mar Egeo. Sin embargo, su amigo Néstor le dice que Troya nunca ha sido conquistada debido a su poderosa fuerza; la ciudad en si está protegida por altas murallas y se da el hecho que está preparada para mantener un asedio durante un período de diez años, por lo que le recomienda que busque el apoyo de Aquiles y sus mirmidones procedentes de los territorios aqueos. 
Agamenón sabe que Aquiles y él se odian, por lo que manda a Odiseo para tratar de convencerlo de unirse a la causa de Grecia y traer consigo a los mirmidones como sus grandes aliados en esta guerra. Cuando Odiseo logra dar con el paradero de Aquiles, éste se encuentra entrenando con su primo Patroclo, quien resulta ser un prometedor aprendiz en combate y trabaja duro para ser un mirmidón. En un principio, Aquiles, con un carácter muy orgulloso, se niega a las peticiones de Odiseo debido a su odio exacerbado contra Agamenón, pero finalmente se siente bastante convencido por el honor y la gloria que traerá en toda Grecia y accede a participar en la guerra cuando su madre, Tetis, predice que aunque morirá en Troya, su nombre y fuertes hazañas se recordarán por siempre.
En Troya, Héctor, Paris y Helena reciben una gran bienvenida por parte de los troyanos. El Rey Príamo recibe amablemente a Helena, pero luego habla a solas con Héctor para decidir qué hacer con ella. Héctor insiste en que lo más inteligente sería devolver a Helena a Esparta, pero Príamo descarta la idea, creyendo que si lo hicieran, Paris iría tras ella y Menelao lo mataría. Finalmente el Rey decide enfrentarse a los griegos cuando lleguen, confiando en que su gente seguirá con vida gracias a la superioridad de Troya con base en sus altas murallas y a la fuerza otorgada por el dios Apolo.
A los dos días, más de mil naves llenas de toda clase de guerreros de toda Grecia ya sean de orígenes atenienses, tebanos, corintianos, macedonios e incluso espartanos por ejemplo, se presentan ante las costas de Troya. Los griegos se hacen rápidamente con la playa, levantan un enorme campamento y al mismo tiempo se enfrentan a un grupo de soldados troyanos al mando de Héctor, teniendo especial protagonismo en el combate Aquiles y sus mirmidones, logrando que los griegos recién llegados saquen ventaja de la batalla. En algún momento, Aquiles permite que Héctor y sus soldados troyanos que aún sigan en pie regresen a la ciudad. Patroclo y los mirmidones saquean el templo de Apolo, capturan a una sacerdotisa troyana llamada Briseida (prima de Héctor y Paris) y se la entregan a Aquiles, pero Agamenón rencorosamente se la arrebata con la intención de convertirla en su esclava. Indignado por esto, Aquiles decide que él y sus mirmidones no intervendrán en la guerra hasta que Agamenón se lo implore.
Al día siguiente, el enorme ejército de Grecia se presenta ante las murallas de Troya, por lo que Príamo, Héctor y Paris se enfrentan a Agamenón, Menelao y los demás reyes griegos, quienes exigen la devolución inmediata de Helena, que Troya acceda a la rendición incondicional ante la gran alianza jerárquica de Grecia y que los soldados troyanos pasen a luchar por Agamenón a cambio de respetar la vida de sus habitantes. Al escuchar las exigencias de Menelao, Paris se siente culpable por la situación, razón por la cual propone que él y el rey espartano luchen en un combate a muerte por el derecho a Helena. Ansioso de vengarse y contando con que vencerá, Menelao acepta, no sin antes planear en secreto con Agamenón que los griegos de todas formas atacarán Troya en cuanto Menelao asesine a Paris. Menelao humilla e hiere a un inexperto Paris, quien finalmente no puede contener su miedo e intenta huir.

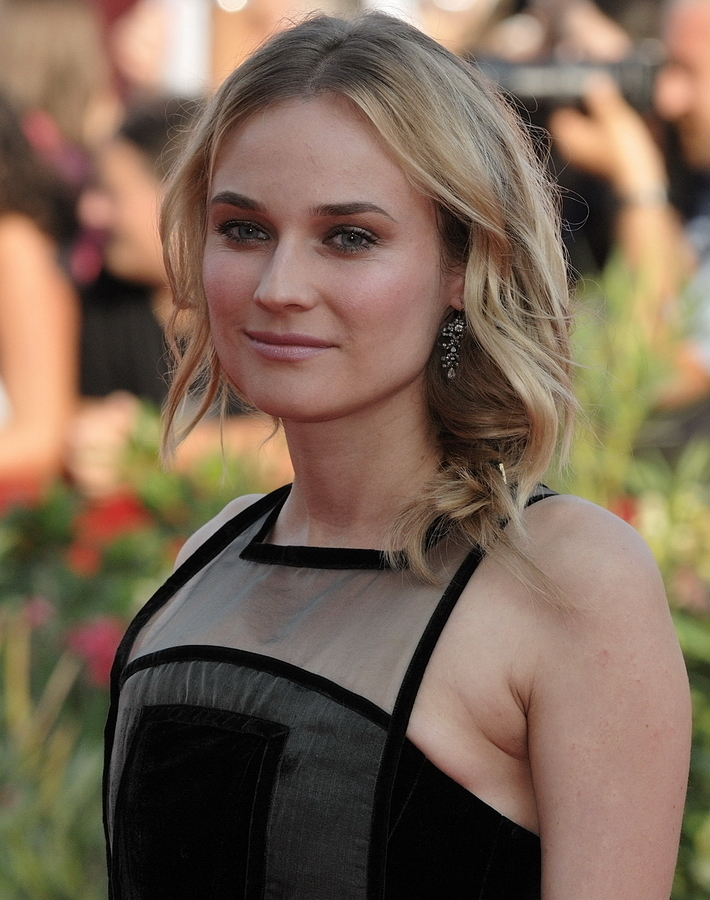
La actriz Diane Kruger interpreta a Helena de Troya.

Indignado por la actitud cobarde de Paris, Menelao se dispone a matarlo, pero es asesinado a traición por Héctor. En la batalla que sigue, los arqueros troyanos matan a muchos griegos y Héctor mata al poderoso Áyax. Agamenón al verse en desventaja por la victoria de sus enemigos y por insistencia de Odiseo, no le queda más opción que ordenar (a regañadientes) la retirada al campamento. Una vez allí Odiseo le reclama a Agamenón que, si quieren tener posibilidades de ganar la guerra, deben hacer lo posible por recuperar la lealtad de Aquiles y sus mirmidones. Algunos hombres de Agamenón intentan torturar a Briseida y abusar sexualmente de ella, pero Aquiles la defiende y se la lleva a su tienda. Se convierten en amantes y Aquiles decide que él y los mirmidones regresarán a Grecia al día siguiente pese a las súplicas de Odiseo para que se queden y luchen.
Esa noche, durante el consejo y a pesar de la opinión de Héctor de que es mala idea, Príamo ordena una salida para retomar la playa troyana y obligar a los griegos a abordar sus naves y huir, con tal de demostrar que Troya es completamente superior. Para mayor sorpresa tanto de los griegos como de los troyanos, los mirmidones se unen a la batalla, dirigidos por alguien que aparentemente ha de ser Aquiles. Héctor lucha contra él y le corta la garganta pero al quitarle el yelmo descubre que aquel que ha caído durante la batalla en realidad no era Aquiles, sino Patroclo, el cual ha estado usando la armadura de su primo (al notar que este último ya fue consumido por su orgullo y su terquedad) para liderar limpiamente a los mirmidones ocupando su lugar. Devastados, los griegos y los troyanos deciden no luchar más por ese día, y Odiseo hace saber a Héctor que Patroclo era el primo de Aquiles.
Cuando el verdadero Aquiles se entera de que Héctor ha dado muerte a Patroclo se enfurece y jura que el príncipe de Troya tiene que morir a modo de venganza. Haciéndose una idea de lo que le va a pasar, Héctor va con su mujer Andrómaca y después de una importante conversación, le enseña un túnel secreto para salir de Troya, diciéndole que lo use para escapar con su hijo y con todos los troyanos que pueda en caso de que él muera y la ciudad caiga.
Al día siguiente, Aquiles se presenta ante las murallas de Troya y llama enfurecido a Héctor, quien sale a enfrentarse con él y resulta ser un digno combatiente pero aun así el mejor guerrero de Grecia hace un movimiento más estratégico y logra lanzarse a sangre fría contra el príncipe heredero de Troya, aprovechando su resistencia y fuerza, matándolo con la punta de una lanza y atravesándole su espada, consiguiendo ser vengada la memoria de Patroclo. Luego, a modo de advertencia para los troyanos, Aquiles ata a una cuerda el cuerpo sin vida de Héctor por los pies y se lo lleva como trofeo al campamento griego, arrastrándolo con su carro ante la angustia de Príamo y la frustración de Paris, siendo este último el que juraría vengarse por la muerte de su hermano mayor. 
Al caer la noche, Príamo sale de Troya de modo incógnito, disfrazado de limosnero, entra furtivamente en el campamento griego y se reúne con Aquiles a quien suplica que le permita llevarse el cadáver de Héctor a Troya para organizarle un funeral apropiado a su hijo. Aunque Aquiles tercamente no quiere acceder a nada de lo que le pide Príamo por causa de la muerte de Patroclo, el rey troyano le hace ver que sus ansias de venganza contra Héctor no estaban del todo justificadas. Conmovido y avergonzado por sus acciones, Aquiles finalmente accede, además permite que Briseida regrese con Príamo a Troya y promete 12 días de tregua mientras dure el duelo por la muerte de Héctor. Posteriormente Aquiles da permiso a sus mirmidones para regresar a Grecia, pero él decide quedarse en Troya, argumentando que tiene una batalla pendiente.
Al enterarse de las acciones amistosas de Aquiles con Príamo, Agamenón se enfurece y afirma que conquistará Troya "aunque le cueste 40.000 guerreros". Alarmado porque Agamenón podría llevarlos a la destrucción, a Odiseo se le ocurre una forma muy ingeniosa para conquistar la ciudad sin que más guerreros caigan. Durante los 12 días que dura la tregua, los griegos construyen un gran caballo de madera y esconden sus naves para dar la impresión de que han decidido irse de Troya en modo de rendición, dejando en la playa algunos soldados ya muertos por la peste.
Luego de que se termina el tiempo de tregua, Príamo junto con Paris y algunos generales salen a comprobar el resultado de la decisión que tomaría Grecia. Los troyanos, cuando ven a los pocos soldados muertos y sin rastros del campamento, acaban creyendo que Grecia se ha rendido finalmente ante la superioridad de Troya y se ha marchado para no volver. Al comprobar efectivamente que tan sólo está el caballo, Paris intenta disuadir para que lo destruyan, pero no es escuchado y todo queda a decisión de Príamo, el caballo es considerado como una ofrenda de Grecia destinada para el dios Poseidón, Príamo decide introducir el caballo en la ciudad para llevarlo al templo de Poseidón, a pesar de que el mismo Paris y el general troyano Glauco no están de acuerdo, considerando de esa manera una supuesta victoria para Troya. 
Esa noche, cuando los troyanos creen que la guerra ha terminado, en el centro de la ciudad, los griegos que se habían escondido dentro del caballo, guiados por Odiseo salen listos y dispuestos a atacar a los centinelas dormidos. Luego dan una señal con una antorcha y abren las puertas, permitiendo de esta forma que todos los guerreros de Grecia al mando de Agamenón consigan entrar masivamente a la ciudad, comenzando así el Saqueo de Troya. Andrómaca se lleva a Helena y a otros troyanos a través del túnel que le enseñó Héctor, pero Paris decide quedarse en Troya para luchar y buscar a Briseida, que ha desaparecido. Es así que le entrega la espada de Troya (espada que previamente le había dado su padre) a un joven que también huye de la ciudad, y que resulta ser Eneas (protagonista de la Eneida), dándole instrucciones de proteger a los refugiados en su ausencia y buscarles un nuevo hogar.
En el saqueo Príamo y el general Glauco son brutalmente asesinados por Agamenón y Odiseo, respectivamente, mientras libraban una defensa final en el palacio de Troya, pero Briseida logra matar súbitamente a Agamenón. Aquiles finalmente encuentra a Briseida (a quien había estado buscando), pero antes de que le pudiera hablar recibe varias flechas por parte de Paris, creyendo este último que su prima iba a ser atacada y de paso estando dispuesto a cumplir su juramento de venganza contra aquel que había asesinado a Héctor a sangre fría (la primera de ellas en el talón, que en términos entendidos resulta ser su único punto débil). Aquiles se siente ya mortal y completamente debilitado, justo antes de morir se despide de Briseida y le anima a huir de la ciudad. Aunque la sacerdotisa se negaba a abandonar la ciudad donde nació, ella y Paris huyen del lugar justo antes de que los griegos encuentren el cuerpo de Aquiles ya sin vida. Al final, se ve que los pocos troyanos sobrevivientes guiados por Andrómaca y Paris emprenden el viaje durante la luz del nuevo amanecer hacía un destino desconocido; mientras que los griegos, en el centro de la destruida ciudad, realizan los funerales incinerando los cadáveres de sus guerreros caídos, siendo Odiseo quien se encarga del cadáver de Aquiles y termina la historia mencionando lo afortunado que fue al coincidir en el tiempo con el mejor guerrero de Grecia y Héctor, domador de caballos.

## Reparto
| Intérprete         | Personaje           | Actor de doblaje    | Actor de doblaje     |
| ------------------ | ------------------- | ------------------- | -------------------- |
| Brad Pitt          | Aquiles             | Ricardo Tejedo      | Daniel García        |
| Eric Bana          | Héctor              | Raúl Anaya          | Eduard Farelo        |
| Orlando Bloom      | Paris               | José Antonio Macías | Roger Pera           |
| Diane Kruger       | Helena              | Érica Edwards       | Graciela Molina      |
| Brian Cox          | Agamenón            | Emilio Guerrero     | Josep María Ullod    |
| Sean Bean          | Odiseo              | Salvador Delgado    | Pere Molina          |
| Brendan Gleeson    | Menelao             | Gerardo Reyero      | Marco Lluís          |
| Rose Byrne         | Briseida            |                     | Núria Trifol         |
| Peter O'Toole      | Príamo              | Rogelio Guerra      | Julio Núñez          |
| Garrett Hedlund    | Patroclo            |                     | Jonatán López        |
| Vincent Regan      | Eudoro              | Ricardo Brust       | Gonzalo Abril        |
| Saffron Burrows    | Andrómaca           |                     | Mercedes Montalá     |
| James Cosmo        | Glauco              | César Arias         | Eduardo Muntada      |
| Tyler Mane         | Áyax el Grande      |                     |                      |
| Ken Bones          | Hipaso de Metaponto |                     |                      |
| Julie Christie     | Tetis               | Laura Torres        | Rosa Guiñón          |
| Frankie Fitzgerald | Eneas               |                     | Albert Trifol Segara |
| Julian Glover      | Triopas             |                     | Miquel Cors          |
| John Shrapnel      | Néstor              | Blas García         | Fernando Guillén     |
| Nigel Terry        | Archeptolemus       |                     | Jesús Díez           |

- Nathan Jones como Boagrius.
- Adoni Maropis como oficial de Agamenón.
- Jacob Smith como un chico mensajero.
- Siri Svegler como Polidora.
- Lucie Barat como la sirvienta de Helena de Troya.
- Ken Bones como Hipaso.
- Manuel Cauchi como un pescador espartano anciano.
- Mark Lewis Jones como Tectón.
- Trevor Eve como Velior.
- Owain Yeoman como Lisandro.
- Luke y Matthew Tal.
- Louis Dempsey como Afareo.
- Joshua Richards como Aemon.
- Tim Chipping como Echepolus.
- Desislava Stefanova como una cantante.
- Tanja Tzarovska como una cantante.
- Alex King como guardia de Apolonio.

## Temas
A diferencia del poema original de Homero, donde Menelao recupera a Helena al final de la guerra y la lleva de nuevo a vivir consigo, en esta película Paris y Helena consiguen fugarse juntos de Troya. La película privilegia así el amor sobre el honor, contrariamente al texto de Homero, donde el honor es el valor más importante.
Desde un punto de vista cultural, la película sigue a Homero al ignorar cualquier tipo de relación homoerótica entre Aquiles y Patroclo (como en general entre cualquier personaje). Asimismo, al presentarlos no como amantes sino como simples parientes, concretamente primos, se atiene a la tradición mítica griega, que en cualquiera de sus variantes genealógicas presenta a los dos héroes como primos (al ser Patroclo hijo de Menecio y este medio hermano de Éaco, abuelo de Aquiles) o incluso primos hermanos (si se acepta que la madre de Patroclo no era Egina, sino Polimela, hija de Peleo).